# Nature Reviews Neuroscience
Nature Reviews Neuroscience, abgekürzt Nat. Rev. Neurosci., ist eine Fachzeitschrift, die von der Nature Publishing Group herausgegeben wird. Die Erstausgabe erschien im Oktober 2000. Derzeit werden zwölf Ausgaben im Jahr publiziert. Die Zeitschrift veröffentlicht Übersichtsartikel aus allen Bereichen der Neurowissenschaften.
Der Impact Factor des Journals lag im Jahr 2014 bei 31,427. Nach der Statistik des ISI Web of Knowledge wird das Journal mit diesem Impact Factor in der Kategorie Neurowissenschaften an erster Stelle von 252 Zeitschriften geführt.
Chefherausgeber ist Darran Yates, der beim Verlag angestellt ist.